# 메이지촌 (야마가타현)
메이지촌(明治村)은 야마가타현 히가시무라야마군에 설치되었던 촌이다. 현재의 야마가타시, 나카야마정에 해당한다.